# Czesław Druet

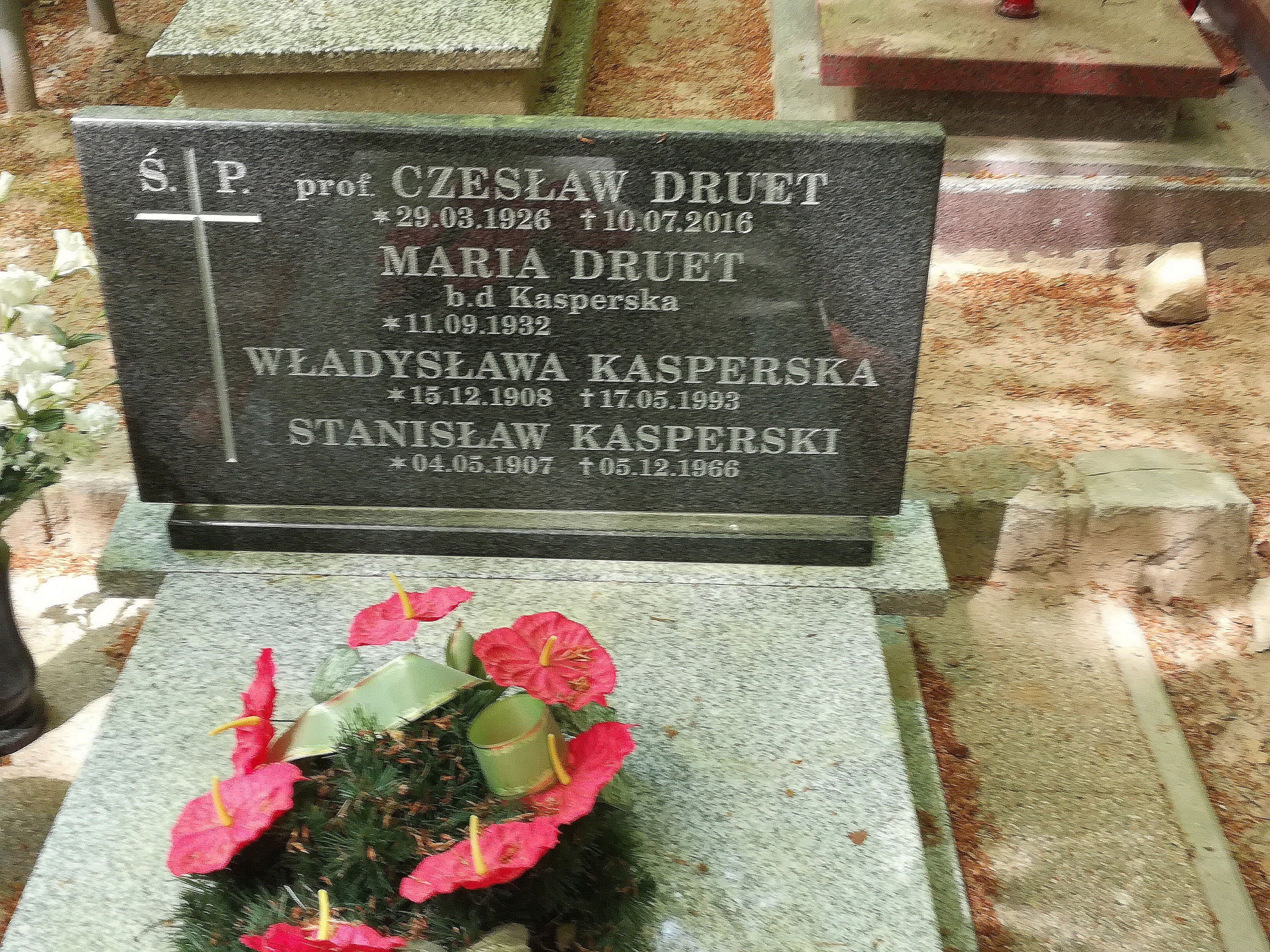
Grób prof. Czesława Drueta na Cmentarzu komunalnym w Sopocie

Czesław Druet (ur. 29 marca 1926 w Wilnie, zm. 10 lipca 2016 w Sopocie) – polski oceanolog, specjalizujący się w dynamice i fizyce morza.

## Życiorys
Urodził się w rodzinie Bogdana (1901–1989), urzędnika Wojewódzkiej Komendy Policji w Wilnie, i Haliny z Dowojnów (1906–2004), która pochodziła z rodziny ziemiańskiej h. Szeliga. Brat Wojciecha, Wandy zamężnej Jadkowskiej oraz Jolanty zamężnej Staniewicz. W 1939 został przyjęty do Gimnazjum im. Króla Zygmunta Augusta w Wilnie.
W czasie okupacji niemieckiej został wywieziony na roboty przymusowe do Niemiec (Frankfurt nad Menem).
Po wojnie poprzez Włochy, Francję dostał się do Anglii. W Barnsley ukończył gimnazjum na poziomie małej matury. W grudniu 1947 wrócił wraz z żołnierzami 2 Korpusu 8 Brytyjskiej Armii do Polski. W 1949 zdał maturę w Prywatnym Wieczorowym Liceum dla Pracujących w Pasłęku. W 1955 ukończył studia na Wydziale Inżynierii Lądowo-Wodnej Politechniki Gdańskiej, uzyskując tytuł magistra inżyniera budownictwa wodnego o specjalności hydrotechnika morska. W 1960 uzyskał stopień doktora (tematem jego rozprawy była Stateczność morskich progów podwodnych) i objął Pracownię Dynamiki Morza w Instytucie Budownictwa Wodnego PAN. Odbył podoktorski staż naukowy w moskiewskim Instytucie Oceanologii Akademii Nauk ZSRR. W 1966 na Wydziale Budownictwa Wodnego Politechniki Gdańskiej uzyskał stopień doktora habilitowanego nauk technicznych w zakresie budownictwa wodnego za pracę pt. Obciążenia hydrodynamiczne falochronów portowych posadowionych w strefie transformacji falowania. Tytuł profesora nauk technicznych otrzymał w 1974, w 1980 tytuł profesora zwyczajnego. Do połowy lat 70. związany był z Instytutem Budownictwa Wodnego PAN. W 1976 rozpoczął pracę w powołanym przez Wydział III PAN samodzielnym Zakładzie Oceanologii w Sopocie. Był współtwórcą powstałego w 1983 Instytutu Oceanologii PAN w Sopocie i pierwszym dyrektorem tej placówki naukowej. Uczestniczył w tworzeniu programu kształcenia i w zakresie organizacji szkolnictwa wyższego w nowopowstałym Uniwersytecie Gdańskim. W latach 1975–1996 prowadził działalność dydaktyczną na UG, wykładając geofizyczną hydromechanikę na kierunku oceanografii fizycznej.
Był członkiem Polskiej Akademii Nauk (1979 – członek korespondent, 1986 – członek rzeczywisty). W okresie lat 1980–1983 był Sekretarzem Naukowym Oddziału PAN w Gdańsku, w latach 1994–2002 członkiem Prezydium PAN, a w latach 1997–2007 pełnił funkcję przewodniczącego Komitetu Badań Morza PAN. Był też członkiem kolegiów redakcyjnych czasopism: „Acta Geophysica Polonica” (1994–2003) i „Oceanologia” (1978–1998, 2003).
Od 1975 związany był z Międzyrządową Komisją Oceanograficzną UNESCO, w której pełnił funkcję eksperta, w latach 1977–1980 piastował funkcję wiceprezydenta, w latach 1981–1984 funkcję przewodniczącego Rady Programowej, a w latach 1977–2002 był polskim pełnomocnikiem ds. kontaktów roboczych z MKO-UNESCO.
Należał do PZPR. Był prezesem Klubu Studentów Wybrzeża ŻAK, od 1963 do 1972 pełnił funkcję Prezesa Zarządu Środowiskowego Akademickiego Związku Sportowego w Gdańsku.
Autor wspomnień: Podróż w czas miniony (Sopot 2006).
Od 1956 był mężem Marii z domu Kasperskiej, ojciec Jacka.
Zmarł 10 lipca 2016. Pochowany 18 lipca 2016 na cmentarzu komunalnym w Sopocie (kwatera N4-13-2).

## Wybrane publikacje
- Dynamika morza (1970, 2000, ISBN 83-7017-895-2)
- Procesy losowe w dynamice naturalnych zbiorników wodnych (1972)
- Struktura oraz metody predykcji i analizy procesów hydrologicznych w morskiej strefie przybrzeżnej (1975)
- Hydrodynamika morskich budowli i akwenów portowych (1978)
- Dynamika stratyfikowanego oceanu (1994, ISBN 83-01-11237-9)
- Elementy hydromechaniki geofizycznej (1995, ISBN 83-01-11812-1)

## Ordery i odznaczenia
- Krzyż Komandorski Orderu Odrodzenia Polski (2003)
- Krzyż Oficerski Orderu Odrodzenia Polski (1988)
- Krzyż Kawalerski Orderu Odrodzenia Polski (1977)
- Medal 30-lecia Polski Ludowej[9]
- Medal im. Profesora Kazimierza Demela (1996)[10]
- Złota odznaka „Zasłużony Pracownik Morza” (1974)
- Odznaka honorowa „Za zasługi dla Gdańska” (1963)[3]

Źródło:.

## Nagrody i wyróżnienia
- Nagroda Specjalna Roku Nauki Polskiej (1973)
- Nagroda Sekretarza Naukowego PAN (1973, 1976, 1977, 1979, 1990)
- Nagroda Państwowa I stopnia (zespołowa) (1976)
- Nagroda Prezydenta Miasta Sopotu „Sopocka Muza” (1997)
- tytuł doktora honoris causa Uniwersytetu Gdańskiego (27 listopada 2008)[11]

Źródło:.